# TFF 3. Lig
La TFF 3. Lig è il quarto livello del campionato turco di calcio. 
È diviso in tre gironi da 18 squadre ciascuno. Sono promosse in TFF 2. Lig le prime di ogni girone più una terza tramite play-off che coinvolgono dalla 2ª alla 5ª squadra classificata di ogni girone. Le partite sono a gara secca.
Questo campionato ha carattere professionistico.

## Squadre
Stagione 2023-2024.

### Gruppo 1
- 52 Orduspor
- Aliagaspor
- Artvin Hopaspor
- Ayvalikgucu
- Edirnespor Gençlik
- Gümüşhanespor
- Inegol Kafkas Genclikspor
- Karabuk Idmanyurduspor
- Kepezspor
- Kirikkalegucuspor
- Malatya Arguvanspor
- Mardinspor
- Sinopspor
- Talasgucu Belediyespor
- Tarsus İdman Yurdu

### Gruppo 2
- 1954 Kelkit Belediyespor
- Amasyaspor
- Anadolu Universitesi
- Batman Petrolspor
- Bulvarspor
- Efeler 09 Spor
- Elazığspor
- Ergene Velimeşe
- Eynesil Belediyespor
- Hacettepe 1945
- Karşıyaka
- Pazarspor
- Sapanca
- Silifke Belediyespor
- Turgutluspor

### Gruppo 3
- 1922 Konyaspor
- Ağrıspor
- Aksarayspor
- Bayburtspor
- Büyükçekmece Tepecikspor
- Darıca Gençlerbirliği
- Erbaaspor
- Fatsa Belediyespor
- Karaköprü Bld
- Kütahyaspor
- Kuşadasıspor
- Osmaniyespor
- Silivrispor
- Sivas Belediye Spor
- Viven Bornova

### Gruppo 4
- Adana 1954
- Alanya Kestelspor
- Balıkesirspor
- Bergama Belediyespor
- Bursa Yildirimspor
- Cankaya
- Çatalcaspor
- Elaziz Bld
- Muşspor
- Nevsehir Belediyespor
- Orduspor
- Sebat Genclikspor
- Siirt İl Özel İdaresi Spor
- Sultanbeyli Bld
- Tokat Belediye Plevnespor

## Albo d'oro
| Stagione  | Vincitori |
| --------- | --- |
| 1967-1968 | Düzcespor |
| 1968-1969 | Nazilli Belediyespor - Tarsus İdman Yurdu |
| 1969-1970 | Uşakspor - Hatayspor |
| 1970-1971 | Konyaspor - Sarıyer - Konya IY - İskenderunspor 1967 |
| 1971-1972 | Beykoz SK 1908 - Lüleburgazspor - Gaziantepspor - Karabükspor |
| 1972-1973 | Tirespor - Eskişehir Demirspor - Erzurumspor - Malatyaspor |
| 1973-1974 | MKE Kırıkkalespor - Karabükspor - Çorumspor - Çaykur Rizespor |
| 1974-1975 | Bandırmaspor - Elazığspor |
| 1975-1976 | Ispartaspor - Diyarbakırspor |
| 1976-1977 | Tekirdağspor - Düzcespor - Şanlıurfaspor |
| 1977-1978 | Sebatspor - Edirnespor Gençlik |
| 1978-1979 | Erzurumspor - Giresunspor - Lüleburgazspor - Altınordu |
| 1979-1980 | interrotto; tutte le squadre sono state promosse in TFF 2. Lig per la stagione successiva                                                                                    |
| 1980-1984 | non disputato |
| 1984-1985 | Gölcükspor - Bakırköyspor - İnegölspor - Etibank SAS - Mudurnuspor - Osmaniyespor - Hopaspor - Erzincanspor - Siirtspor - Manisaspor - Aydınspor                             |
| 1985-1986 | Bayburtspor - Elazığspor - Reyhanlıspor - Çarşambaspor - Sökespor - Kırşehirspor - Sönmez Filamentspor - Dardanel - Kuşadasıspor - Çorluspor - Silivrispor - Beykoz SK 1908  |
| 1986-1987 | Bitlisspor - Niğdespor - Bartınspor - Ispartaspor - Menemen - Uşakspor - Kütahyaspor - Eyüpspor - Zeytinburnuspor - Trabzonspor                                              |
| 1987-1988 | Giresunspor - Mardinspor - Nevşehirspor Gençlik - Polatlıspor - Alanyaspor - Ayvalikgucu - Bursaspor - Uzunköprüspor - Kartalspor                                            |
| 1988-1989 | 1926 Bulancakspor - Şanlıurfaspor - Niğde - Keçiörengücü - Sökespor - İzmirspor - Bandırmaspor - Kasımpaşa - Fatih Karagümrük                                                |
| 1989-1990 | Ünyespor - Elazığspor - Hatayspor - Mudurnuspor - Afyonkarahisarspor - Bucaspor - Gönenspor - Gaziosmanpaşaspor - Yalovaspor                                                 |
| 1990-1991 | Bafraspor - Muşspor - Tarsus İdman Yurdu - K. Erciyesspor - Ispartaspor - Manisaspor - Bozüyükspor - Küçükçekmecespor - Anadolu Üsküdar                                      |
| 1991-1992 | Sebatspor - Batmanspor - İskenderunspor 1967 - Yozgatspor - Nazilli Belediyespor - Kütahyaspor - İstanbulspor - Zonguldakspor - Balıkesirspor                                |
| 1992-1993 | Adıyamanspor - Giresunspor - Hatayspor - Yeni Sincanspor - Eskişehirspor - Çorumspor - İstanbul Başakşehir - Çorluspor - Dardanel - Turgutluspor                             |
| 1993-1994 | Batmanspor - Çaykur Rizespor - Silifke Belediyespor - Şekerspor - Kemerspor - Erdemir Ereğlispor - Edirnespor Gençlik - Düzcespor - Afyonkarahisarspor - Manisaspor          |
| 1994-1995 | Elazığspor - Erzincanspor - Şanlıurfaspor - Türk Telekomspor - Beypazari Belediyespor - Fethiyespor - Yozgatspor - Bergama Belediyespor - Lüleburgazspor - Anadolu Hisarı İY |
| 1995-1996 | Bingölspor - Hopaspor - İskenderunspor 1967 - Ankara Demirspor - Ünyespor - Muğlaspor - Kuşadasıspor - İnegölspor - Nişantaşıspor - Beylerbeyi                               |
| 1996-1997 | Batman Petrolspor - Giresunspor - Gaziantep - Boluspor - Ankaraspor - Kasımpaşa - Marmarisspor - İstanbul Başakşehir                                                         |
| 1997-1998 | Ağrıspor - Gümüşhanespor - Fırat Üniversitesi - Kilimli Belediyespor - Petrol Ofisi - İzmirspor - Pendikspor - Çorluspor                                                     |
| 1998-1999 | Siirtspor - Sivasspor - Yeni Malatyaspor - MKE Kırıkkalespor - Hacettepe - Nazilli Belediyespor - Darıca Gençlerbirliği - Gaziosmanpaşaspor                                  |
| 1999-2000 | Cizrespor - Gümüşhanespor - Kayserispor - Türk Telekomspor - Ispartaspor - Turgutluspor - Anadolu Bağcılar - Kırklarelispor                                                  |
| 2000-2001 | Mardinspor - Iğdır Belediyespor - Adana Demirspor - Tokatspor - Uşakspor - Mustafakemalpaşaspor - Maltepespor - Yıldırım Bosnaspor                                           |
| 2001-2002 | Çubukspor 1959 - Adıyamanspor - Zonguldakspor - Muğlaspor - Fatih Karagümrük - Tarsus İdman Yurdu                                                                            |
| 2002-2003 | Osmaniyespor - Kırşehirspor - Aksarayspor - Yalovaspor - Çorluspor |
| 2003-2004 | Karamanspor - Hacettepe - Pendikspor - Alanyaspor |
| 2004-2005 | Boluspor - Giresunspor - İskenderun D. Ç. - Pazarspor - Kasımpaşa - Turgutluspor                                                                                             |
| 2005-2006 | Erzincanspor - Etimesgut Şekerspor - Keçiörengücü - Gebzespor |
| 2006-2007 | Amed - Araklıspor - Bozüyükspor - Gaziosmanpaşaspor |
| 2007-2008 | Vanspor - Tokatspor - Denizli Belediyespor - Beykoz SK 1908 |
| 2008-2009 | Göztepe - Tepecik Belediyespor - Tavşanlı Linyitspor - Kahramanmaraşspor - Yalovaspor - Kızılcahamamspor                                                                     |
| 2009-2010 | Bandırmaspor - Balıkesirspor - Yeni Malatyaspor |
| 2010-2011 | Tepecik Belediyespor - Kırklarelispor - Gaziosmanpaşaspor |
| 2011-2012 | İnegölspor - Nazilli Belediyespor - Hatayspor |
| 2012-2013 | Diyarbakır BB - Aydınspor - Altınordu |
| 2013-2014 | Ümraniyespor - Düzyurtspor - Keçiörengücü |
| 2014-2015 | Tuzlaspor - Eyüpspor - Anadolu Üsküdar |
| 2015-2016 | Erzurumspor FK - Etimesgut Belediyespor - Kastamonuspor |
| 2016-2017 | Afjet Afyonspor - Bodrumspor - Sancaktepe |
| 2017-2018 | Manisa - Darıca Gençlerbirliği - Utaş Uşakspor |
| 2018-2019 | Hekimoglu Trabzon - Kırşehir - Bayburtspor |
| 2019-2020 | Serik - Kocaelispor - Karacabey |
| 2020-2021 | Diyarbekirspor - Nazilli Belediyespor - Somaspor |
| 2021-2022 | Batman Petrolspor - Düzcespor - Esenler Erokspor |
| 2022-2023 | Yeni Mersin İdmanyurdu - Iğdır - 68 Yeni Aksarayspor |